# Championnats des États-Unis de cyclisme sur route
Les championnats des États-Unis de cyclisme sur route sont les championnats nationaux de cyclisme sur route des États-Unis, organisés par USA Cycling. Ils comprennent trois disciplines la course en ligne et la course en circuit, et depuis 1997 un contre-la-montre.
Ces compétitions permettent d'attribuer le titre de champion des États-Unis aux coureurs vainqueurs qui portent un maillot aux couleurs des États-Unis pendant un an.

## Hommes

### Podiums de la course en ligne
Depuis 2006, le championnat professionnel des États-Unis rassemble tous les coureurs américains licenciés UCI et eux seuls.
Le vainqueur gagne le titre de "Champion de course sur route des États-Unis" et a le droit de porter le maillot distinctif pendant une année.
Auparavant, ce championnat était "open" et c'était le premier coureur à franchir la ligne qui gagnait le titre de champion et le droit de porter le maillot.
Le championnat se tenait traditionnellement tous les ans à Philadelphie en Pennsylvanie. La fédération américaine a décidé en novembre 2005 de déplacer la compétition à Greenville en Caroline du Sud qui sera pendant trois ans la ville organisatrice des championnats.
| Année                | Vainqueur            | Deuxième                | Troisième              |
| -------------------- | -------------------- | ----------------------- | ---------------------- |
| Amateurs (1921-1985) |                      |                         |                        |
| 1921                 | Arthur Nieminsky     | Anthony Beckman         | Carl Stockholm         |
| 1922                 | Carl Hambacher       | Steve O'Connor          | Edward Conrad          |
| 1923                 | Charles Barclay      | Charlie Winter          | Edward Walsh           |
| 1924                 | Charlie Winter       | Ignatius Gronkowski     | Thos. Stephano         |
| 1925                 | Edward Merkner       | Charlie Winter          | Henry Bruhn            |
| 1926                 | Edward Merkner       | Edward Rhodes           | Robert J. Connor       |
| 1927                 | Jimmy Walthour       | August Benson           | Frank Connell (en)     |
| 1928                 | R.J. Connor          | Peter Smessaert (en)    | Sergio Matteini        |
| 1929                 | Sergio Matteini      | Bobby Thomas (en)       | Al Vertenten           |
| 1930                 | Bobby Thomas (en)    | Frank Keating           | Predent De Lille       |
| 1935                 | Cecil Hursey         | Chester Nelsen Sr. (en) | Jackie Simes           |
| 1936                 | Jackie Simes         | Albin Jurca             | Charles Morton (en)    |
| 1937                 | Charles Bergna       | Charles Morton (en)     | Stanley Gadrin         |
| 1938                 | Albin Jurca          | Stanley Gadrin          | J. Matthews            |
| 1939                 | Martin Deras         | Furman Kugler           | George Brown           |
| 1940                 | Furman Kugler        | George Woof             | Mike Walden            |
| 1941                 | Marvin Thomson (en)  | Bob Stauffacher         | Don Ferguson (en)      |
| 1945                 | Ted Smith (en)       | Ed. Littig              | Warren Bare            |
| 1946                 | Don Hesler           | Jack Heid (de)          | Ted Smith (en)         |
| 1947                 | Ted Smith (en)       | Jack Heid (de)          | James Lauf             |
| 1948                 | Ted Smith (en)       | Joe Cirone              | Frank Brilando (en)    |
| 1949                 | James Lauf           | Thomas Montemage (en)   | Gus Gatto              |
| 1950                 | Robert Pfarr (en)    | Robert Travani          | Gus Gatto              |
| 1951                 | Gus Gatto            | Ernie Seubert           | Joe Cirone             |
| 1952                 | Steven Hromjak (en)  | Gus Gatto               | Dick Stoddard          |
| 1953                 | Ronnie Rhoads (en)   | Gus Gatto               | Harry Backer           |
| 1954                 | Jack Disney (en)     | Harry Backer            | Richard Cortright (en) |
| 1955                 | Jack Disney (en)     | Art Longsjo (en)        | Allen Bell (en)        |
| 1956                 | Jack Disney (en)     | James Rossi (en)        | William Pflug          |
| 1957                 | Jack Disney (en)     | Bob Tetzlaff (en)       | Jack Hartman (en)      |
| 1958                 | Jack Disney (en)     |                         |                        |
| 1959                 | James Rossi (en)     | Jack Hartman (en)       | Dave Charp (en)        |
| 1960                 | James Rossi (en)     |                         |                        |
| 1961                 | James Rossi (en)     |                         |                        |
| 1962                 | James Rossi (en)     |                         |                        |
| 1963                 | James Rossi (en)     | Jackie Simes (en)       | Allen Bell (en)        |
| 1964                 | Jackie Simes (en)    | Alan Grieco (en)        | Hans Wolf (en)         |
| 1965                 | Michael Hiltner (en) |                         |                        |
| 1966                 | Bob Tetzlaff (en)    |                         |                        |
| 1967                 | Bob Parsons          | Daniel Butler (en)      | John Aschen            |
| 1968                 | John Howard          |                         |                        |
| 1969                 | Alan DeFever         | Bill Kung (en)          | Dennis Deppe           |
| 1970                 | Mike Carnahan        | Mike Levonas            | Doug Dale              |
| 1971                 | Steve Dayton         | Alan Scholz             | Bob Tetzlaff (en)      |
| 1972                 | John Howard          | Wayne Stetina           | Bob Schneider (en)     |
| 1973                 | John Howard          | Bob Schneider (en)      | Rick Ball (en)         |
| 1974                 | John Allis (en)      | Thomas Officer          | Dave Chauner (en)      |
| 1975                 | John Howard          | Thomas Officer          | Marc Thompson (en)     |
| 1976                 | Wayne Stetina        | Dave Boll (en)          | Tom Schuler (en)       |
| 1977                 | Wayne Stetina        | Mark Pringle            | Dave Ware              |
| 1978                 | Dale Stetina         | Thomas Prehn (en)       | Rudy Sroka             |
| 1979                 | Steve Wood           | Tom Doughty             | Dave Ware              |
| 1980                 | Dale Stetina         | Wayne Stetina           | Jeff Bradley (de)      |
| 1981                 | Tom Broznowski       | Larry Shields           | Jeff Bradley (de)      |
| 1982                 | Greg Demgen          | Larry Shields           | Tom Schuler (en)       |
| 1983                 | Ron Kiefel           | Alexi Grewal            | Doug Shapiro           |
| 1984                 | Matt Eaton           | Thomas Prehn (en)       | Tom Broznowski         |
| 1985                 | Wayne Stetina        | Gerry Fornes            |                        |
| Professionnels       |                      |                         |                        |
| 1985                 | Eric Heiden          | Tom Broznowski          | Tom Schuler (en)       |
| 1986                 | Thomas Prehn (en)    | Doug Shapiro            | Thurlow Rogers         |
| 1987                 | Tom Schuler (en)     | Roy Knickman            | Gary Fornes            |
| 1988                 | Ron Kiefel           | Doug Shapiro            | Karl Maxon             |
| 1989                 | Greg Oravetz         | Michael Engleman        | Alexi Grewal           |
| 1990                 | Kurt Stockton (en)   | Andy Bishop             | Kenny Adams            |
| 1991                 | Davis Phinney        | Kurt Stockton (en)      | Greg Oravetz           |
| 1992                 | Bart Bowen           | Andy Bishop             | Jamie Paolinetti       |
| 1993                 | Lance Armstrong      | Scott McKinley (en)     | Jamie Paolinetti       |
| 1994                 | Steve Hegg           | Scott Fortner           | Michael Engleman       |
| 1995                 | Norman Alvis         | Clark Sheehan           | Lance Armstrong        |
| 1996                 | Eddy Gragus          | Fred Rodriguez          | Chris Horner           |
| 1997                 | Bart Bowen           | Frank McCormack         | Jonathan Vaughters     |
| 1998                 | George Hincapie      | Frank McCormack         | Mark McCormack         |
| 1999                 | Marty Jemison        | Fred Rodriguez          | Antón Villatoro (de)   |
| 2000                 | Fred Rodriguez       | George Hincapie         | John Lieswyn           |
| 2001                 | Fred Rodriguez       | Trent Klasna            | George Hincapie        |
| 2002                 | Chann McRae          | Danny Pate              | George Hincapie        |
| 2003                 | Mark McCormack       | Kevin Monahan           | David Clinger          |
| 2004                 | Fred Rodriguez       | Kirk O'Bee              | Russell Hamby          |
| 2005                 | Chris Wherry         | Danny Pate              | Chris Horner           |
| 2006                 | George Hincapie      | Levi Leipheimer         | Danny Pate             |
| 2007                 | Levi Leipheimer      | George Hincapie         | Neil Shirley           |
| 2008                 | Tyler Hamilton       | Blake Caldwell          | Danny Pate             |
| 2009                 | George Hincapie      | Andrew Bajadali         | Jeff Louder            |
| 2010                 | Benjamin King        | Alex Candelario         | Kiel Reijnen           |
| 2011                 | Matthew Busche       | George Hincapie         | Ted King               |
| 2012                 | Timothy Duggan       | Frank Pipp              | Kiel Reijnen           |
| 2013                 | Fred Rodriguez       | Brent Bookwalter        | Kiel Reijnen           |
| 2014                 | Eric Marcotte        | Travis McCabe           | Alex Howes             |
| 2015                 | Matthew Busche       | Joe Dombrowski          | Kiel Reijnen           |
| 2016                 | Gregory Daniel       | Alex Howes              | Travis McCabe          |
| 2017                 | Larry Warbasse       | Neilson Powless         | Alexey Vermeulen       |
| 2018                 | Jonny Brown          | Robin Carpenter         | Jacob Rathe            |
| 2019                 | Alex Howes           | Stephen Bassett         | Neilson Powless        |
| 2020                 | Pas organisé         | Pas organisé            | Pas organisé           |
| 2021                 | Joey Rosskopf        | Brent Bookwalter        | Kyle Murphy            |
| 2022                 | Kyle Murphy          | Tyler Stites            | Magnus Sheffield       |
| 2023                 | Quinn Simmons        | Tyler Williams          | Tyler Stites           |
| 2024                 | Sean Quinn           | Brandon McNulty         | Neilson Powless        |
| 2025                 | Quinn Simmons        | Evan Boyle              | Gavin Hlady            |

Multi-titrés
- 5 : James Rossi (en), Jack Disney (en) (amateurs)

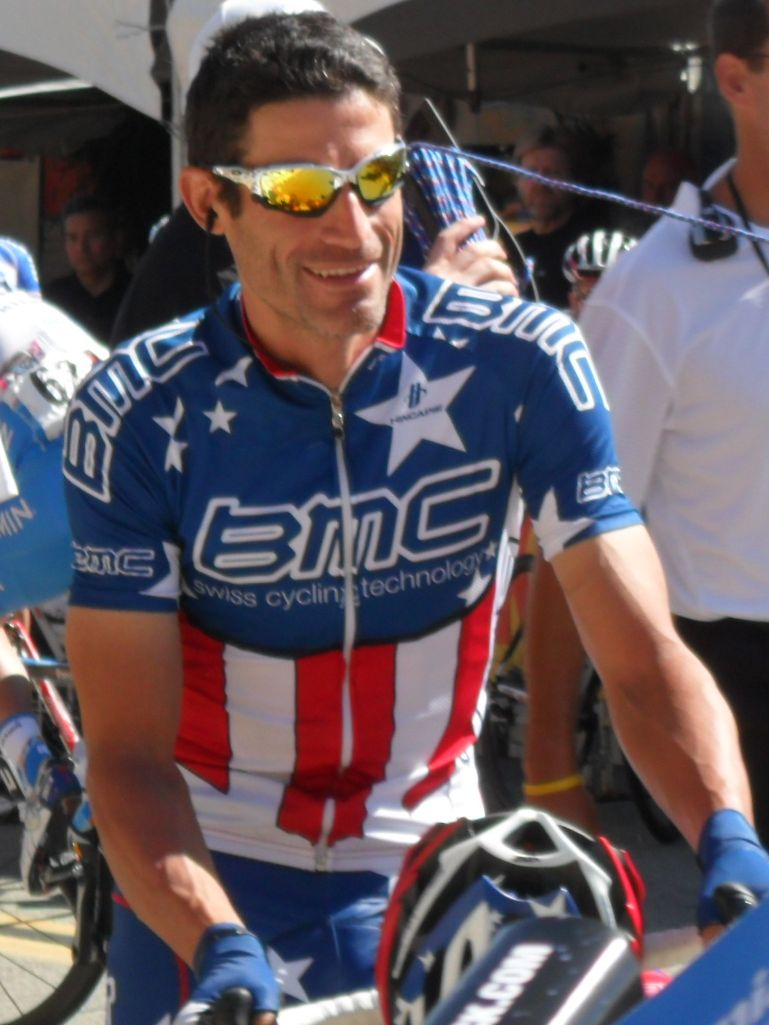
George Hincapie, vêtu du maillot de champion des États-Unis (en 2010)

- 4 : Fred Rodriguez (professionnel), John Howard (amateurs)
- 3 : George Hincapie, Wayne Stetina, Ted Smith (en)
- 2 : Matthew Busche, Bart Bowen, Edward Merkner, Quinn Simmons, Dale Stetina

### Podiums du contre-la-montre
La compétition est réservée aux coureurs de nationalité américaine ayant une licence UCI.

Le vainqueur est celui qui fait le meilleur temps, il est déclaré Champion du contre-la-montre des États-Unis et il peut porter le maillot distinctif pendant une année.
| Année | Vainqueur           | Deuxième            | Troisième             |
| ----- | ------------------- | ------------------- | --------------------- |
| 1975  | Wayne Stetina       | John Howard         | Bill Gallagher        |
| 1976  | John Howard         | Tom Margevicius     | Harold Klein          |
| 1977  | Paul Deem           | Alan Kingsbery (en) | Bill Watkins          |
| 1978  | Andrew Weaver       | Tom Doughty         | Tom Sain              |
| 1979  | Andrew Weaver       | Tom Doughty         | George Mount (en)     |
| 1980  | Tom Doughty         | Kevin Lutz          | Wayne Stetina         |
| 1981  | Tom Doughty         | Wayne Stetina       | Dale Stetina          |
| 1982  | Andrew Weaver       |                     |                       |
| 1983  | Ron Kiefel          | Kevin Lutz          | Andy Paulin (en)      |
| 1984  | Thurlow Rogers      |                     |                       |
| 1985  | Kent Bostick (en)   |                     |                       |
| 1986  | Karl Maxon          |                     |                       |
| 1987  | Norman Alvis        |                     |                       |
| 1988  | John Frey           |                     |                       |
| 1989  | Nathan Sheafor (en) |                     |                       |
| 1990  | Steve Hegg          |                     |                       |
| 1991  | Kent Bostick (en)   |                     |                       |
| 1992  | John Stenner (en)   |                     |                       |
| 1993  | Scott Mercier       |                     |                       |
| 1994  | Clay Moseley        |                     |                       |
| 1995  | Steve Hegg          |                     |                       |
| 1996  | Steve Hegg          |                     |                       |
| 1997  | Jonathan Vaughters  | Norman Alvis        | Colby Pearce          |
| 1998  | Dylan Casey         | Norman Alvis        | Frank McCormack       |
| 1999  | Levi Leipheimer     | Steve Hegg          | Chris Wherry          |
| 2000  | Adham Sbeih         | John Lieswyn        | Steve Hegg            |
| 2001  | Trent Klasna        | Adham Sbeih         | Doug Ziewacz          |
| 2002  | Dylan Casey         | Christopher Horner  | Chris Baldwin         |
| 2003  | Chris Baldwin       | Tom Danielson       | Jason McCartney       |
| 2004  | Non attribué        | John Lieswyn        | Kenny Williams (en)   |
| 2005  | Chris Baldwin       | Jeff Louder         | Bernard van Ulden     |
| 2006  | David Zabriskie     | Chris Baldwin       | Jason McCartney       |
| 2007  | David Zabriskie     | Danny Pate          | Timothy Duggan        |
| 2008  | David Zabriskie     | Tom Zirbel          | Christian Vande Velde |
| 2009  | David Zabriskie     | Tom Zirbel          | Scott Zwizanski       |
| 2010  | Taylor Phinney      | Levi Leipheimer     | Bernard van Ulden     |
| 2011  | David Zabriskie     | Tom Zirbel          | Matthew Busche        |
| 2012  | David Zabriskie     | Tejay van Garderen  | Brent Bookwalter      |
| 2013  | Tom Zirbel          | Brent Bookwalter    | Nathan Brown          |
| 2014  | Taylor Phinney      | Tom Zirbel          | David Williams (en)   |
| 2015  | Andrew Talansky     | Benjamin King       | David Williams (en)   |
| 2016  | Taylor Phinney      | Tom Zirbel          | Alexey Vermeulen      |
| 2017  | Joey Rosskopf       | Brent Bookwalter    | Neilson Powless       |
| 2018  | Joey Rosskopf       | Chad Haga           | Brent Bookwalter      |
| 2019  | Ian Garrison        | Neilson Powless     | George Simpson        |
| 2020  | Pas organisé        | Pas organisé        | Pas organisé          |
| 2021  | Lawson Craddock     | Chad Haga           | Tejay van Garderen    |
| 2022  | Lawson Craddock     | Magnus Sheffield    | George Simpson        |
| 2023  | Brandon McNulty     | Will Barta          | Joey Rosskopf         |
| 2024  | Brandon McNulty     | Tyler Stites        | Neilson Powless       |
| 2025  | Artem Shmidt        | Anders Johnson      | Joshua Lebo           |

Multi-titrés
- 6 : David Zabriskie
- 3 : Taylor Phinney, Steve Hegg, Andrew Weaver
- 2 : Lawson Craddock, Joey Rosskopf, Chris Baldwin, Dylan Casey, Kent Bostick (en), Tom Doughty, Brandon McNulty

### Podiums du critérium
C'est un autre championnat qui se court tous les ans à Downers Grove dans l'Illinois.
La course en circuit est toujours organisée sur le mode « open » c'est-à-dire qu'elle est ouverte aux coureurs étrangers licenciés et présents aux États-Unis. Ceci permet d'avoir un peloton très sélectif avec l'apport des coureurs étrangers séjournant aux États-Unis, les épreuves pouvant être gagnées par les invités eux-mêmes. Dans ce cas, le coureur désigné Champion de course en circuit des États-Unis (critérium) est le coureur américain le mieux placé à l'arrivée quel que soit son classement. L'épreuve était inscrite au calendrier UCI jusqu'en 2005.
| Année | Vainqueur                | Deuxième                 | Troisième            |
| ----- | ------------------------ | ------------------------ | -------------------- |
| 1980  | David Ware               | Dale Stetina             | Davis Phinney        |
| 1981  | Tom Schuler (en)         | Dale Stetina             | Davis Phinney        |
| 1982  | John Eustice             | Davis Phinney            |                      |
| 1983  | John Eustice             | Leonard Nitz             |                      |
| 1988  | John Tomac               | Mike McCarthy            |                      |
| 1990  | Jim Copeland (en)        | Taylor Centauri          |                      |
| 1991  | Greg Oravetz             |                          |                      |
| 1992  | Mike McCarthy            | Derin Stockton           | Brian McDonough (en) |
| 1993  | Mike Engelman            | Chris Huber              | Jamie Paolinetti     |
| 1994  | Dave McCook              | Steve Sevener            | Robbie Ventura (en)  |
| 1995  | Frank McCormack          | Craig Schommer (en)      | Chris Pic            |
| 1996  | Frank McCormack          | Jonas Carney             | John Peters          |
| 1997  | Jonas Carney             | Frank McCormack          | Todd Littlehales     |
| 1998  | Chann McRae              | Jonas Carney             | Ashley Powell        |
| 1999  | Antonio Cruz             | Derek Bouchard-Hall (en) | Mark McCormack       |
| 2000  | Derek Bouchard-Hall (en) | Antonio Cruz             | Frank McCormack      |
| 2001  | Kirk O'Bee               | Derek Bouchard-Hall (en) | David McCook         |
| 2002  | Kevin Monahan            | Robbie Ventura (en)      | Michael Johnson      |
| 2003  | Kevin Monahan            | Chris Horner             | Mark McCormack       |
| 2004  | Jonas Carney             | Tyler Farrar             | Dave McCook          |
| 2005  | Tyler Farrar             | Dave McCook              | Kyle Wamsley         |
| 2006  | Brad Huff                | Antonio Cruz             | Dan Schmatz          |
| 2007  | Shawn Milne              | Alex Candelario          | Antonio Cruz         |
| 2008  | Rahsaan Bahati           | Alex Candelario          | Mark Hekman          |
| 2009  | John Murphy              | Antonio Cruz             | Jake Keough          |
| 2010  | Daniel Holloway          | Ken Hanson               | Alex Candelario      |
| 2011  | Eric Young               | Brad Huff                | Jake Keough          |
| 2012  | Ken Hanson               | Brad Huff                | Bradley White        |
| 2013  | Eric Young               | Ken Hanson               | Jake Keough          |
| 2014  | John Murphy              | Bradley White            | Daniel Holloway      |
| 2015  | Eric Marcotte            | Tyler Magner             | Luke Keough          |
| 2016  | Brad Huff                | John Murphy              | Luke Keough          |
| 2017  | Travis McCabe            | Eric Young               | Tyler Magner         |
| 2018  | Tyler Magner             | Eric Young               | Sam Bassetti         |
| 2019  | Travis McCabe            | Eric Young               | Miguel Bryon         |
| 2020  | Pas organisé             | Pas organisé             | Pas organisé         |
| 2021  | Luke Lamperti            | Sam Bassetti             | Eric Young           |
| 2022  | Luke Lamperti            | Gavin Hoover             | Scott McGill         |
| 2023  | Luke Lamperti            | Colby Simmons            | Tyler Williams       |
| 2024  | Stephen Bassett          | Brendan Rhim             | Scott McGill         |
| 2025  | Lucas Bourgoyne          | Scott McGill             | Colby Simmons        |

Multi-titrés
- 3 : Luke Lamperti
- 2 : Travis McCabe, Brad Huff, John Murphy, Eric Young, Jonas Carney, Frank McCormack, Kevin Monahan, John Eustice

## Femmes

### Podiums de la course en ligne
| Année | Vainqueur                | Deuxième              | Troisième                |
| ----- | ------------------------ | --------------------- | ------------------------ |
| 1937  | Doris Kopsky Mueller     |                       |                          |
| 1939  | Gladys Owen              |                       |                          |
| 1940  | Mildred Kugler           |                       |                          |
| 1941  | Jean Michels             |                       |                          |
| 1945  | Mildred Dietz            |                       |                          |
| 1946  | Mildred Dietz            |                       |                          |
| 1947  | Doris Travani            |                       |                          |
| 1948  | Doris Travani            |                       |                          |
| 1949  | Doris Travani            |                       |                          |
| 1950  | Doris Travani            |                       |                          |
| 1951  | Anna Piplak              |                       |                          |
| 1952  | Jeanne Robinson          |                       |                          |
| 1953  | Nancy Neiman             |                       |                          |
| 1954  | Nancy Neiman             |                       |                          |
| 1955  | Jeanne Robinson          |                       |                          |
| 1956  | Nancy Neiman             |                       |                          |
| 1957  | Nancy Neiman             |                       |                          |
| 1958  | Maxine Conover           |                       |                          |
| 1959  | Joanne Speckin           |                       |                          |
| 1960  | Edith Johnson            |                       |                          |
| 1961  | Edith Johnson            |                       |                          |
| 1962  | Nancy Burghart           |                       |                          |
| 1963  | Edith Johnson            |                       |                          |
| 1964  | Nancy Burghart           |                       |                          |
| 1966  | Audrey McElmury          |                       |                          |
| 1967  | Nancy Burghart           | Jeannette Hawley      | Kathy Fitzpatrick        |
| 1968  | Nancy Burghart           |                       |                          |
| 1969  | Donna Tobias             |                       |                          |
| 1970  | Audrey McElmury          | Donna Tobias          | Kathy Ecroth             |
| 1971  | Mary Jane Reoch          |                       |                          |
| 1972  | Debbie Bradley           | Jeanne Omelenchuk     | Eileen Brennan           |
| 1973  | Eileen Brennan           | Carole Brennan        | Linda Stein              |
| 1974  | Jane Robinson            | Margy Saunders        | Kim Mumford              |
| 1975  | Linda Stein              | Mary Jane Reoch       | Carole Brennan           |
| 1976  | Connie Carpenter-Phinney | Mary Jane Reoch       | Susan Gurney             |
| 1977  | Connie Carpenter-Phinney | Jane Buyny            | Barbara Hintzen          |
| 1978  | Barbara Hintzen          | Elisabeth Davis       | Connie Carpenter-Phinney |
| 1979  | Connie Carpenter-Phinney | Beth Heiden           | Mary Jane Reoch          |
| 1980  | Beth Heiden              | Heidi Hopkins         | Mary Jane Reoch          |
| 1981  | Connie Carpenter-Phinney | Cynthia Olavarri      | Madelyn Roese            |
| 1982  | Sue Novara               | J. Bradley Burzynski  | Rebecca Twigg            |
| 1983  | Rebecca Twigg            | Janelle Parks         | Cynthia Olavarri         |
| 1984  | Rebecca Daughton         |                       |                          |
| 1985  | Rebecca Daughton         | Kelly Kittredge       | Margaret Maass           |
| 1986  | Katrin Tobin             | Jane Marshall         | Janelle Parks            |
| 1987  | Janelle Parks            | Bunki Bankaitis-Davis | Inga Thompson            |
| 1988  | Inga Thompson            | Sally Zack            | Ruthie Matthes           |
| 1989  | Juliana Furtado          | Ruthie Matthes        | Laura Peycke             |
| 1990  | Ruthie Matthes           | Marion Clignet        | Karen Livingston-Bliss   |
| 1991  | Inga Thompson            | Maureen Manley        | Ruthie Matthes           |
| 1992  | Jeanne Golay             | Inga Thompson         | Linda Brenneman          |
| 1993  | Inga Thompson            | Karen Kurreck         | Alison Dunlap            |
| 1994  | Jeanne Golay             | Deirdre Demet-Barry   | Carmen d'Aluisio         |
| 1995  | Jeanne Golay             | Laura Charameda       | Julie Young              |
| 1996  | Deirdre Demet-Barry      | Heather Albert        | Alison Dunlap            |
| 1997  | Louisa Jenkins           | Mari Holden           | Deirdre Demet-Barry      |
| 1998  | Pamela Schuster          | Kendra Wenzel         | Deirdre Demet-Barry      |
| 1999  | Mari Holden              | Julie Young           | Kendra Wenzel            |
| 2000  | Nicole Freedman          | Pamela Schuster       | Jennifer Dial            |
| 2001  | Kimberly Bruckner        | Amber Neben           | Suzanne Sonye            |
| 2002  | Jessica Phillips         | Amber Neben           | Tina Pic                 |
| 2004  | Kristin Armstrong        | Christine Thorburn    | Tina Pic                 |
| 2005  | Katheryn Curi Mattis     | Lynn Gaggioli         | Tina Pic                 |
| 2006  | Kristin Armstrong        | Christine Thorburn    | Amber Neben              |
| 2007  | Mara Abbott              | Kristin Armstrong     | Amber Neben              |
| 2008  | Amanda Miller            | Tina Pic              | Katharine Carroll        |
| 2009  | Meredith Miller          | Christine Ruiter      | Kristen Lasasso          |
| 2010  | Mara Abbott              | Shelley Evans         | Carmen Small             |
| 2011  | Robin Farina             | Andrea Dvorak         | Amanda Miller            |
| 2012  | Megan Guarnier           | Lauren Hall           | Carmen Small             |
| 2013  | Jade Wilcoxson           | Lauren Hall           | Alison Powers            |
| 2014  | Alison Powers            | Megan Guarnier        | Evelyn Stevens           |
| 2015  | Megan Guarnier           | Coryn Rivera          | Tayler Wiles             |
| 2016  | Megan Guarnier           | Coryn Rivera          | Mandy Heintz             |
| 2017  | Amber Neben              | Coryn Rivera          | Ruth Winder              |
| 2018  | Coryn Rivera             | Megan Guarnier        | Emma White               |
| 2019  | Ruth Edwards             | Coryn Rivera          | Emma White               |
| 2020  |                          |                       |                          |
| 2021  | Lauren Stephens          | Coryn Rivera          | Veronica Ewers           |
| 2022  | Emma Langley             | Lauren De Crescenzo   | Lauren Stephens          |
| 2023  | Chloé Dygert             | Coryn Labecki         | Skylar Schneider         |
| 2024  | Kristen Faulkner         | Ruth Edwards          | Coryn Labecki            |
| 2025  | Kristen Faulkner         |                       |                          |

Multi-titrées
- 4 : Nancy Burghart, Connie Carpenter, Nancy Nieman, Doris Travani
- 3 : Jeannie Golay, Megan Guarnier, Inga Thompson-Benedict
- 2 : Mara Abbott, Kristin Armstrong, Rebecca Daughton, Mildred Dietz, Audrey McElmury, Amber Neben

### Podiums du contre-la-montre
| Année | Vainqueur                | Deuxième                 | Troisième                |
| ----- | ------------------------ | ------------------------ | ------------------------ |
| 1975  | Mary Jane Reoch          | Lyn Lemaire              | Margy Saunders           |
| 1976  | Lyn Lemaire              | Mary Jane Reoch          | Hannah North             |
| 1977  | Lyn Lemaire              | Mary Jane Reoch          | Connie Carpenter-Phinney |
| 1978  | Esther Salmi             | Lyn Lemaire              | Cary Peterson            |
| 1979  | Beth Heiden              | Connie Carpenter-Phinney | Mary Jane Reoch          |
| 1980  | Beth Heiden              | Mary Jane Reoch          | Elisabeth Davis          |
| 1981  | Connie Carpenter-Phinney | Hannah North             | Cynthia Olavarri         |
| 1982  | Rebecca Twigg            | Connie Carpenter-Phinney |                          |
| 1983  | Cynthia Olavarri         | Deborah Shumway          | Susan Ehlers             |
| 1984  | Patti Cashman            |                          |                          |
| 1985  | Elizabeth Larsen         |                          |                          |
| 1986  | Jane Marshall            |                          |                          |
| 1987  | Inga Thompson            | Rebecca Twigg            | Jane Marshall            |
| 1988  | Phyllis Hines            | Jeanne Golay             | Jane Marshall            |
| 1989  | Jeanne Golay             | Jane Marshall            | Marion Clignet           |
| 1990  | Inga Thompson            | Eve Stephenson           | Marion Clignet           |
| 1991  | Inga Thompson            | Eve Stephenson           | Maureen Manley           |
| 1992  | Jeanne Golay             | Danute Bankaitis-Davis   | Carol-Ann Bostick        |
| 1993  | Rebecca Twigg            |                          |                          |
| 1994  | Rebecca Twigg            | Eve Stephenson           | Karen Kurreck            |
| 1995  | Mari Holden              | Jeanne Golay             | Deirdre Demet-Barry      |
| 1996  | Mari Holden              | Alison Dunlap            | Linda Brenneman          |
| 1997  | Elizabeth Emery          | Deirdre Demet-Barry      | Rebecca Twigg            |
| 1998  | Mari Holden              | Karen Kurreck            | Giana Roberge            |
| 1999  | Mari Holden              | Elizabeth Emery          | Emily Robbins            |
| 2000  | Mari Holden              | Karen Kurreck            | Pamela Schuster          |
| 2001  | Kimberly Bruckner        | Mari Holden              | Pamela Schuster          |
| 2002  | Kimberly Bruckner        | Amber Neben              | Tina Pic                 |
| 2003  | Kimberly Bruckner        | Deirdre Demet-Barry      | Amber Neben              |
| 2004  | Christine Thorburn       | Amber Neben              | Deirdre Demet-Barry      |
| 2005  | Kristin Armstrong        | Amber Neben              | Christine Thorburn       |
| 2006  | Kristin Armstrong        | Amber Neben              | Christine Thorburn       |
| 2007  | Kristin Armstrong        | Amber Neben              | Christine Thorburn       |
| 2008  | Alison Powers            | Mara Abbott              | Christine Ruiter         |
| 2009  | Jessica Phillips         | Evelyn Stevens           | Alison Powers            |
| 2010  | Evelyn Stevens           | Amber Neben              | Mara Abbott              |
| 2011  | Evelyn Stevens           | Amber Neben              | Kristin Armstrong        |
| 2012  | Amber Neben              | Evelyn Stevens           | Alison Powers            |
| 2013  | Carmen Small             | Kristin McGrath          | Alison Powers            |
| 2014  | Alison Powers            | Carmen Small             | Evelyn Stevens           |
| 2015  | Kristin Armstrong        | Carmen Small             | Amber Neben              |
| 2016  | Carmen Small             | Amber Neben              | Kristin Armstrong        |
| 2017  | Amber Neben              | Lauren Stephens          | Leah Thomas              |
| 2018  | Amber Neben              | Tayler Wiles             | Emma White               |
| 2019  | Amber Neben              | Chloé Dygert             | Leah Thomas              |
| 2020  |                          |                          |                          |
| 2021  | Chloé Dygert             | Amber Neben              | Leah Thomas              |
| 2022  | Leah Thomas              | Amber Neben              | Zoe Ta-Perez             |
| 2023  | Chloé Dygert             | Lauren Stephens          | Amber Neben              |
| 2024  | Taylor Knibb             | Kristen Faulkner         | Amber Neben              |

Multi-titrées
- 5 : Mari Holden
- 4 : Kristin Armstrong, Amber Neben
- 3 : Kimberley Bruckner-Baldwin, Inga Thompson-Benedict, Rebecca Twigg
- 2 : Jeannie Golay, Beth Heiden, Lyn Lemaire, Alison Powers, Carmen Small, Evelyn Stevens

### Podiums du critérium
| Année | Vainqueur                | Deuxième           | Troisième             |
| ----- | ------------------------ | ------------------ | --------------------- |
| 1981  | Connie Carpenter-Phinney |                    |                       |
| 1982  | Connie Carpenter-Phinney |                    |                       |
| 1983  | Connie Carpenter-Phinney |                    |                       |
| 1984  | Elisabeth Davis          |                    |                       |
| 1985  | Elisabeth Davis          |                    |                       |
| 1986  | Peggy Maass              |                    |                       |
| 1987  | Sally Zack               |                    |                       |
| 1988  | Sally Zack               |                    |                       |
| 1989  | Ruthie Matthes           |                    |                       |
| 1990  | Karen Livingston-Bliss   |                    |                       |
| 1991  | Shari Kain Rodgers       |                    |                       |
| 1992  | Laura Charameda          |                    |                       |
| 1993  | Rebecca Twigg            |                    |                       |
| 1994  | Karen Livingston-Bliss   |                    |                       |
| 1995  | Laura Charameda          |                    |                       |
| 1996  | Carmen Richardson        |                    |                       |
| 1997  | Karen Livingston-Bliss   |                    |                       |
| 2007  | Tina Pic                 | Jennifer McRae     | Anna Lang             |
| 2008  | Brooke Miller            | Theresa Cliff-Ryan | Jennifer MacRae-Evans |
| 2009  | Tina Pic                 | Brooke Miller      | Shelley Olds          |
| 2010  | Shelley Olds             | Erica Allar        | Lauren Tamayo         |
| 2011  | Theresa Cliff-Ryan       | Laura Van Gilder   | Kelly Benjamin        |
| 2012  | Theresa Cliff-Ryan       | Jade Wilcoxson     | Jennifer Purcell      |
| 2013  | Alison Powers            | Amanda Miller      | Theresa Cliff-Ryan    |
| 2014  | Coryn Rivera             | Erica Allar        | Samantha Schneider    |
| 2015  | Kendall Ryan             | Tina Pic           | Brianna Walle         |
| 2016  |                          |                    |                       |
| 2017  | Erica Allar              | Lauren Stephens    | Irena Ossola          |
| 2018  | Leigh Ann Ganzar         | Kelly Catlin       | Jennifer Luebke       |

## Espoirs Hommes

### Podiums de la course en ligne
| Année | Vainqueur             | Deuxième         | Troisième             |
| ----- | --------------------- | ---------------- | --------------------- |
| 2000  | Brice Jones           | Michael Creed    | Aaron Olsen           |
| 2001  | Mike Friedmann        | Ian Dille        | Ryan Miller           |
| 2002  | William Frishkorn     | Patrick McCarty  | Jonathan Erdelyi (de) |
| 2003  | Jonathan Erdelyi (de) | Darby Thomas     | Michael Voigt         |
| 2004  | Ian MacGregor (en)    | Blake Caldwell   | Timmy Duggan          |
| 2005  | Ian MacGregor (en)    | Tyler Farrar     | Michael Lange         |
| 2006  | Craig Lewis           | Brent Bookwalter |                       |
| 2007  | Max Jenkins (en)      |                  |                       |
| 2008  | Kirk Carlsen          | Peter Stetina    | Tom Peterson          |
| 2009  | Alex Howes            | Scott Stewart    | Ben King              |
| 2010  | Ben King              | Alex Howes       | Andrew Dahlheim       |
| 2011  | Rob Squire            | Jacob Rathe      | Evan Huffman          |
| 2012  | Robert Bush           | Tanner Putt      | Gavin Mannion         |
| 2013  | Tanner Putt           | Nathan Brown     | Tyler Magner          |
| 2014  | Tanner Putt           | Keegan Swirbul   | Taylor Eisenhart      |
| 2015  | Keegan Swirbul        | Gregory Daniel   | Colin Joyce           |
| 2016  | Geoffrey Curran       | Neilson Powless  | Tyler Williams        |
| 2017  | Neilson Powless       | Gage Hecht       | Brendan Rhim          |
| 2018  | Alex Hoehn            | Noah Granigan    | Zeke Mostov           |
| 2019  | Lance Haidet          | Cooper Willsey   | Cameron Beard         |
| 2020  | Pas organisé          | Pas organisé     | Pas organisé          |
| 2021  | Sean McElroy          | Lucas Bourgoyne  | Ethan Overson         |
| 2022  | Cooper Johnson        | Lucas Bourgoyne  | Liam Flanagan         |
| 2023  | Owen Cole (en)        | Colby Simmons    | Tobias Klein          |
| 2024  | Gavin Hlady           | Brody McDonald   | Colby Simmons         |
| 2025  | Gavin Hlady           | Dylan Zakrajsek  | Alfredo Bueno         |

Multi-titrés
- 2 : Tanner Putt , Ian MacGregor (en), Gavin Hlady

### Podiums du contre-la-montre
| Année | Vainqueur        | Deuxième             | Troisième           |
| ----- | ---------------- | -------------------- | ------------------- |
| 2000  | David Zabriskie  | Michael Creed        | Brandon Lovick      |
| 2001  | Michael Creed    | Danny Pate           | Jon Retseck         |
| 2002  | Michael Creed    | William Frischkorn   | Chad Hartley (de)   |
| 2003  | Michael Creed    | Timothy Duggan       | William Frischkorn  |
| 2004  | Tyler Farrar     | Timothy Duggan       | Blake Caldwell      |
| 2005  | Steven Cozza     | Brent Bookwalter     | Blake Caldwell      |
| 2006  | Brent Bookwalter |                      |                     |
| 2007  | ?                | ?                    | ?                   |
| 2008  | Peter Stetina    | Robert Sweeting (en) | Taylor Shelden      |
| 2009  | Peter Stetina    | Bjorn Selander       | Tejay van Garderen  |
| 2010  | Andrew Talansky  | Carter Jones         | David Williams (en) |
| 2011  | Nathan Brown     | Lawson Craddock      | Eamon Lucas         |
| 2012  | Evan Huffman     | Lawson Craddock      | Nathan Brown        |
| 2013  | Nathan Brown     | Tyler Magner         | Steven Perezluha    |
| 2014  | Taylor Eisenhart | Robin Carpenter      | Benjamin Wolfe      |
| 2015  | Daniel Eaton     | Alexey Vermeulen     | Gregory Daniel      |
| 2016  | Geoffrey Curran  | Neilson Powless      | Adrien Costa        |
| 2017  | Brandon McNulty  | William Barta        | Neilson Powless     |
| 2018  | Gage Hecht       | Matteo Jorgenson     | Zeke Mostov         |
| 2019  | Ian Garrison     | Gage Hecht           | Conor Schunk        |
| 2020  | Pas organisé     | Pas organisé         | Pas organisé        |
| 2021  | Michael Garrison | Jack Bardi           | Tyrel Fuchs         |
| 2022  | Patrick Welch    | Jared Scott          | Michael Garrison    |
| 2023  | Viggo Moore      | Evan Boyle           | Cooper Johnson      |
| 2024  | Artem Shmidt     | Troy Fields          | Owen Cole           |
| 2025  | Cole Kessler     | Owen Cole            | Garin Kelley        |

Multi-titrés
- 3 : Michael Creed
- 2 : Peter Stetina, Nathan Brown

### Podiums du critérium
| Année | Vainqueur         | Deuxième        | Troisième         |
| ----- | ----------------- | --------------- | ----------------- |
| 2017  | Thomas Revard     | Noah Granigan   | Zachary Carlson   |
| 2018  | Gage Hecht        | Quinton Kirby   | Scott McGill      |
| 2019  | Michael Hernandez | Kyle Swanson    | Eric Brunner      |
| 2020  | Pas organisé      | Pas organisé    | Pas organisé      |
| 2021  | Lucas Bourgoyne   | Liam Flanagan   | Ethan Overson     |
| 2022  | Liam Flanagan     | Lucas Bourgoyne | Ryan Jastrab      |
| 2023  | Brody McDonald    | Gavin Hlady     | Ian Williams      |
| 2024  | Gavin Hlady       | Nathan Cusack   | Luca Haines       |
| 2025  | Luke Fetzer       | Alejandro Che   | Luke Elphingstone |

## Juniors Hommes

### Podiums de la course en ligne
| Année     | Vainqueur          | Deuxième           | Troisième         |
| --------- | ------------------ | ------------------ | ----------------- |
| 1922      | Charles Smithson   | Jos Simons         | George Howe       |
| 1923      | Samuel Dowell      | Alphonse Vertenten | Leonard De Lue    |
| 1924      | Willie Honeman     | Roy Ulrich         | Charles Penny     |
| 1925      | Walter Bresnan     | Geary May          | William Unkert    |
| 1926      | Chester Atwood     | Henry O'Brien (en) | Irving McNulty    |
| 1927      | Ted Becker         | Bobby Thomas (en)  | Charles Brace     |
| 1928      | Bobby Thomas (en)  | William Creamer    | Osmond Stevens    |
| 1929      | Tino Reboli        | Marco Rosales      | A. Englehardt     |
| 1930      | George Thomas      | Otto Luedeke (en)  | Sig. Jablonksi    |
| 1931-1934 | Pas organisé       | Pas organisé       | Pas organisé      |
| 1935      | David Martin       | George Ferry       | Aldo Castagnoni   |
| 1936      | David Martin       | Gene Potente       | Lucien Musso      |
| 1937      | Furman Kugler      | Adolph Juner       | Roger Smith       |
| 1938      | John Van Diest     |                    |                   |
| 1939      | Frank Paul         | William Ossler     | Takahi Ishihara   |
| 1940      | Harry Naismyth     | William Ossler     | Gronkowsky        |
| 1941      | Andres Bernardsky  | Chuck Edwards      | Walter Sorenson   |
| 1942-1944 | Pas organisé       | Pas organisé       | Pas organisé      |
| 1945      | Spencer Busch      | Ernie Seubert      | Steve Ledogar     |
| 1946      | Don Sheldon (en)   | Percy Murnane      | Clayton Meade     |
| 1947      | Joe Cirone         | Art Stahlberg      | Karl Wettberg     |
| 1948      | Donald Clausen     | Wesley Truesdale   | George Caruana    |
| 1949      | Donald Clausen     | Harry Backer       | Richard O'Brien   |
| 1950      | Harry Backer       | Allen Bell (en)    | Richard Gatto     |
| 1951      | Vaughn Angell      | Jack Peterson      | Paul Tenney       |
| 1952      | John Chiselko      | Vaughn Angell      | Harry Tobin       |
| 1953      | Jack Hartman (en)  | Jerry Carson       | Skippy Hess       |
| 1954      | Robert Zumwalt Jr. | Pat DeCollibus     | William Pflug     |
| 1955      | Pat DeCollibus     | Phil Criswell      |                   |
| 1956      | Dave Staub         | Don Tenney         | Ed Ruesing        |
| 1957      | Perry Metzler (de) | Ed Ruesing         | Tom Myrall        |
| 1958      | James Donovan      | Dave Sharp (en)    |                   |
| 1959      | Jackie Simes (en)  | Bud Campbell       | Mike Fraysse (en) |
| 1960      | Bobbie Fenn        | Ray Matthews       | Mike Fraysse (en) |
| 1961      | Alan Grieco (en)   | Ray Matthews       | Dave Haarstick    |
| 1962      | Alan Grieco (en)   | William Mazurek    | Olaf Moetus       |
| 1963      | Jose Nin           | Tom McMillan       | Jean Waschgau     |
| 1964      | Tony McMillan      | Pete Senia         | Gary Carmichael   |
| 1965-1966 | ?                  | ?                  | ?                 |
| 1967      | Jim Van Boven (en) |                    |                   |
| 1968      | Tracy Wakefield    |                    |                   |
| 1969      | Don Westfall       | Tracy Wakefield    |                   |
| 1970      | Henry Whitney      |                    |                   |
| 1971      | Ralph Therrio (en) |                    |                   |
| 1972      | Ted Waterbury      | Dave Spohn         | Keith Vierra      |
| 1973      | Pat Nielsen        | Scott Damuth       | Dale Stetina      |
| 1974      | David Mayer-Oakes  | Pat Nielsen        | Tom Schuler (en)  |
| 1975      | Larry Shields      | John Chamberlain   | Tom Dineen        |
| 1976      | Larry Shields      |                    |                   |
| 1977      | Greg LeMond        |                    |                   |
| 1978      | Jeff Bradley (de)  | Greg LeMond        | Steve Wood        |
| 1979      | Greg LeMond        | Robert Comeau      | Mark Frise        |
| 1980      | Sterling McBride   | Peter Hanson       | Shawn Storm       |
| 1981      | Mike Jensen        | Jeff Slack         | Marshall Hirsch   |
| 1982      | Roy Knickman       | Albert Ranieri     | Gordon Holterman  |
| 1983      | Roy Knickman       |                    |                   |
| 1984      | Freddy Booz        | Dan Vogt           | Frankie Andreu    |
| 1985      | ?                  | ?                  | ?                 |
| 1986      | Mike McCarthy      | Taylor Centauri    | Hugh McCann       |
| 1987      | Chann McRae        | Tim Johnson        | Lance Armstrong   |
| 1988      | Jonas Carney       |                    |                   |
| 1989      | Jonas Carney       |                    |                   |
| 1990      | Eric Harris        |                    |                   |
| 1991      | Fred Rodriguez     |                    |                   |
| 1992      | Matthew Johnson    |                    |                   |
| 1993      | Sean Nealy         |                    |                   |
| 1994      | Jonathan Page      |                    |                   |
| 1995      | Robert Dapice      |                    |                   |
| 1996      | Andrew Crater (en) |                    |                   |
| 1997      | ?                  | ?                  | ?                 |
| 1998      | William Frischkorn |                    |                   |
| 1999      | Brad Buccambuso    |                    |                   |
| 2000      | Rahsaan Bahati     |                    |                   |
| 2001      | Dane Jankowiak     | Rigo Meza          | Sterling Magnell  |
| 2002      | Josh Kerkoff       | Keith Norris (de)  | Zak Grabowski     |
| 2003      | Zak Grabowski      | Keith Norris (de)  | Chad Beyer        |
| 2004      | Thomas Peterson    | Chad Beyer         | Alexander Boyd    |
| 2005      | Peter Stetina      | Tejay van Garderen | Nick Frey         |
| 2006      |                    |                    |                   |
| 2007      | Ben King           |                    |                   |
| 2008      | Evan Huffman       | Taylor Kuphaldt    | Marshall Opel     |
| 2009      | Max Durtschi       | Nathaniel Wilson   | Steven Black      |
| 2010      | Lawson Craddock    | Tanner Putt        | Daniel Farinha    |
| 2011      | Alexey Vermeulen   | Colin Joyce        | Greg Daniel       |
| 2012      | Miguel Bryon       | Logan Owen         | Ansel Dickey      |
| 2013      | Logan Owen         | Stephen Bassett    | Curtis White      |
| 2014      | Jonny Brown        | Noah Granigan      | David Lombardo    |
| 2015      | Jonny Brown        | Gage Hecht         | Willem Kaiser     |
| 2016      | Gage Hecht         | Brandon McNulty    | Kevin Goguen      |
| 2017      | Cole Davis         | Kevin Vermaerke    | Charlie Velez     |
| 2018      | Quinn Simmons      | Lane Maher         | Sean Quinn        |
| 2019      | Gianni Lamperti    | Seth Callahan      | Logan McLain      |
| 2020      | Pas organisé       | Pas organisé       | Pas organisé      |
| 2021      | Colby Simmons      | Ethan Villaneda    | Artem Shmidt      |
| 2022      | Viggo Moore        | Artem Shmidt       | Henry Neff        |
| 2023      | Darren Parham      | Luke Fetzer        | Elias Saigh       |
| 2024      | Ashlin Barry       | Braden Reitz       | Adrian Groman     |
| 2025      | Kash Admaski       | Brady Hogue        | Ashlin Barry      |

Multi-titrés
- 2 : Jonny Brown, Jonas Carney, Roy Knickman, Greg LeMond, Larry Shields, Alan Grieco (en), Donald Clausen, David Martin,

### Podiums du contre-la-montre
| Année | Vainqueur            | Deuxième            | Troisième          |
| ----- | -------------------- | ------------------- | ------------------ |
| 2000  | Patrick McCarty      | Jon Retseck         | Dan Wolfson        |
| 2001  | Blake Caldwell       | Tyler Farrar        | Bobby Lea          |
| 2002  | Zak Grabowski        | Oliver Stiller-Cote | Steven Cozza       |
| 2003  | Zachary Taylor       | Zak Grabowski       | Steven Cozza       |
| 2004  | Chris Stockburger    | Zachary Taylor      | Michael Sheppard   |
| 2005  | Chris Stockburger    | Taylor Sheldon      | Tejay van Garderen |
| 2006  | Nick Bax             | Taylor Phinney      | Adam Leibovitz     |
| 2007  | Iggy Silva           |                     |                    |
| 2008  | Adam Leibovitz       | Ian Boswell         | Andrew Barker      |
| 2009  | Charlie Avis         | Anders Newbury      | Adam Leibovitz     |
| 2010  | Lawson Craddock      | Eamon Lucas         | Thomas Jondall     |
| 2011  | Kristopher Jorgenson | Greg Daniel         | Michael Reidenbach |
| 2012  | Greg Daniel          | Taylor Eisenhart    | Cameron Rex        |
| 2013  | Michael Dessau       | Zeke Mostov         | Jordan Cullen      |
| 2014  | Adrien Costa         | William Barta       | Jake Silverberg    |
| 2015  | Brandon McNulty      | Adrien Costa        | Gage Hecht         |
| 2016  | Brandon McNulty      | Ian Garrison        | Gage Hecht         |
| 2017  | Kendrick Boots       | Andrew Vollmer      | Riley Sheehan      |
| 2018  | Riley Sheehan        | Andrew Vollmer      | Michael Garrison   |
| 2019  | Quinn Simmons        | Matthew Riccitello  | Michael Garrison   |
| 2020  | Pas organisé         | Pas organisé        | Pas organisé       |
| 2021  | Cole Kessler         | Viggo Moore         | Ethan Villaneda    |
| 2022  | Alex Gustin          | Artem Shmidt        | Jonas Walton       |
| 2023  | Andrew August        | Ben Stokes          | Gabriel Payne      |
| 2024  | Ashlin Barry         | David Lapierre      | Noah Streif        |
| 2025  | Ashlin Barry         | Enzo Edmonds        | Enzo Hincapie      |

Multi-titrés
- 2 : Brandon McNulty, Chris Stockburger